# Flaviana Matata
Flaviana Matata (Shinyanga, 9 giugno 1987) è una modella tanzaniana, vincitrice della prima edizione del concorso Miss Universo Tanzania nel 2007.
Ha quindi rappresentato la propria nazione a Miss Universo 2007, dove si è classificata fra le prime quindici finaliste, finendo poi alla sesta posizione finale. È stata la prima rappresentante della Tanzania a Miss Universo, e la prima donna a gareggiare con la testa completamente rasata.
In seguito Flaviana Matata ha intrapreso la carriera di modella professionista, debuttando come testimonial per Sherri Hill. Nel 2011 ha vinto il riconoscimento Model of the Year consegnatole dalla rivista Arise Magazine in occasione della settimana della moda di Lagos. La modella è inoltre comparsa sulle riviste statunitensi Dazed, Glass Magazine, L’officiel ed ID Magazine. Nel corso della sua carriera ha lavorato con case di moda come Vivienne Westwood, Tory Burch, Suno e Louise Gray ed è comparsa negli spot tributo ad Alexander McQueen realizzati da Topshop nel 2011.